# Хаджиев, Худайназар
Худайназар Хаджиев (1910—1967) — председатель колхоза имени Халтурина Чарджоуского района Туркменской ССР, Герой Социалистического Труда (16.03.1965).

## Биография
С 1940-х гг. по 1970 г. работал председателем колхоза имени Халтурина Чарджоуского района Туркменской ССР. За период его руководства колхоз дважды укрупнялся и к началу 1960-х гг. объединял 8 бывших мелких сельхозартелей.
Создал многоотраслевое (включавшее даже свиноводство) высокоразвитое сельскохозяйственное предприятие, о достижениях которого регулярно сообщали в областных и республиканских газетах:
- 1957 собрано в среднем с каждого гектара по 24,85 центнера хлопка-сырца, при затратах на каждый центнер 9,6 трудодня.
- 1959 на каждые 100 овцематок получено по 114 ягнят.
- 1963 с каждого из 1469 гектаров собрано в среднем по 28,3 центнера хлопка-сырца. Машинами убрано 22 процента площадей.
- получен урожай с одной коробки грены тутового шелкопряда по 112 кг.
- на 1 января 1966 года насчитывалось 50 отар каракульских овец, от 700 до 900 голов в каждой.
- в 1969 г. 55 % хлопка собрали машинами, благодаря этому было сэкономлено около 40 тыс. р., 1 ц. хлопка-сырца машинного сбора обошёлся колхозу на 1 р. дешевле, чем при ручном сборе.
- в 1969 году материальные издержки составили 28,2 % от стоимости валовой продукции, что обеспечило высокий уровень рентабельности.

Герой Социалистического Труда (16.03.1965). Награждён тремя орденами Ленина (1946, 1957, 1965) и медалями.
Депутат Верховного Совета Туркменской ССР 6-го созыва.